# 2002 VB95
2002 VB95, também escrito como 2002 VB95, é um objeto transnetuniano que está localizado no Cinturão de Kuiper, uma região do Sistema Solar. Este corpo celeste é classificado como um plutino, pois, o mesmo está em uma ressonância orbital de 2:3 com o planeta Netuno. Ele possui uma magnitude absoluta de 8,9 e tem um diâmetro estimado com 73 km.

## Descoberta
2002 VB95 foi descoberto no dia 7 de novembro de 2002, pelo astrônomo Marc W. Buie.

## Órbita
A órbita de 2002 VB95 tem uma excentricidade de 0,042 e possui um semieixo maior de 43,057 UA. O seu periélio leva o mesmo a uma distância de 41,229 UA em relação ao Sol e seu afélio a 44,885 UA.